# Шелл, Джордж Гаррисон
Джордж Гаррисон Шелл (англ. George Harrison Shull; 15 апреля 1874 года, округ Кларк, Огайо, США — 28 сентября 1954 года, Принстон, Нью-Джерси, США) — американский генетик, издатель и редактор.

## Биография
Родился 15 апреля 1874 года на ферме в округе Кларк в Огайо. В 1901 году окончил Антиох-колледж. С 1902 по 1904 год работал в бюро по растениеводству США, одновременно с этим с 1903 по 1904 год работал в Чикагском университете. С 1904 по 1915 год работал в Лаборатории экспериментальной эволюции в Колд-Спринг-Харбор. С 1915 по 1942 год занимал должность профессора Принстонского университета. С 1942 года — на пенсии.
Скончался 28 сентября 1954 года в США.

## Дискуссия с Бёрбанком
В 1910 году Шелл посетил ферму известного селекционера Лютера Бёрбанка. Попытки разобраться в методах Бёрбанка не принесли результата, о чём Шелл сообщил в Фонд Карнеги. После этого фонд прекратил выплачивать Бёрбанку ежегодную субсидию в $10 000.

## Научные работы
Основные научные работы посвящены генетике кукурузы.

## Редакторская деятельность
- 1916—1925 — основатель, издатель и редактор журнала «Дженетикс» (англ.).

## Членство в обществах
- Член многих международных научных обществ.

## Награды и премии
- Удостоен ряда научных премий и медалей.

### Комментарии
1. ↑  Фонд Карнеги в течение шести лет (1904 — 1910 гг) выделял Бербанку по $10 000 в год на продолжение его работ. За все шесть лет Бёрбанк послал фонду один отчёт о разведении ревеня [1]

### Сноски
1. 1 2  Циммер, 2020, с. 62—63, 80, 485—486.